# 브라니에보군

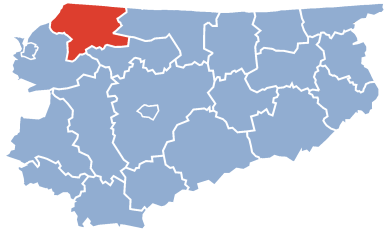
바르미아마주리주 지도에 표시된 브라니에보군의 위치

브라니에보군(폴란드어: powiat braniewski)은 폴란드 바르미아마주리주에 위치한 군으로 군청 소재지는 브라니에보이며 면적은 1,204.54km2, 인구는 41,223명(2019년 기준), 인구 밀도는 34명/km2이다.
동쪽으로는 바르토시체군, 리즈바르크군, 남서쪽으로는 엘블롱크군과 접하며 북쪽으로는 러시아 칼리닌그라드주와 국경을 접한다. 7개 지방 자치체(1개 도시, 2개 도시형 농촌, 4개 농촌)를 관할한다.

군기
군 문장